# 川上政行
川上 政行（かわかみ まさゆき、1956年10月26日 - ）は福岡県を拠点に活動しているフリーアナウンサー。
ハートリンク代表で、キャスト・プラス（TBSスパークル）と業務提携している。福岡アナウンススクール主宰者。

## 略歴
広島県広島市出身。広島県立広島国泰寺高等学校、法政大学社会学部応用経済学科卒業。1980年4月に宮崎放送に入社。
1991年にTXN九州（TVQ）開局に際し移籍。アナウンス部長・スポーツ部長を最後に2003年よりフリー。TVQ時代は福岡ダイエーホークス（現：福岡ソフトバンクホークス）戦の実況を担当し、1999年のダイエーの初優勝を福岡ドームから伝えた。
フリー転身後の2003年6月から2016年3月まで、RKB毎日放送『今日感テレビ』のメインキャスターを務める。
2016年4月からは、九州朝日放送（KBCラジオ）朝のワイド番組『川上政行 朝からしゃべりずき!→川上政行 今日もしゃべりずき!』のパーソナリティを務めていた。その後は『ハザマデス』を経て『PAO〜N・しゃべりすぎの月曜日』へ異動。年齢1つ下・アナウンサー歴同期の沢田幸二からは「おじさん」「おっさん」呼ばわりされている。
小島一慶の言葉「ほのぼのと楽しい」を信条としている。特技は剣道。

## 出演

### 現在
- キンハイギンハイ研究所→白岳KAORU研究所（2018年11月 - 2021年3月29日・2021年4月5日 - 、RKBラジオ）

- 日曜 mo R。～明るいラ族計画～ ピーターの糸島大好き！いとしまにあ（2022年10月23日 - 、RKBラジオ）毎月第4日曜放送

### 過去

#### テレビ
- MRTニュースワイド（宮崎放送）
- ダンロップフェニックストーナメント（1980年代、ホールリポーター）（毎日放送製作、宮崎放送）
- TXNニュース THIS EVENING（TVQ九州放送）
- 新おもしろ探検（TVQ九州放送）
- TVQスーパースタジアム（TVQ九州放送）
- Jリーグ中継・アビスパ福岡ホームゲーム実況担当（スカパー!）
- ドラマティック プロ野球・パ!（2004年、スポーツ・アイ ESPN）
- 今日感テレビ（2003年6月 - 2016年3月25日、RKBテレビ）
- 開け!!キタキュウ人図鑑（2014年4月 - 2016年3月26日、RKBテレビ）
- 土曜NEWSファイル CUBE（2016年4月2日 - 2017年3月25日、テレビ西日本）
- ももち浜ストア / ももち浜S特報ライブ（テレビ西日本・ももち浜ストアは月曜の特集企画担当、2018年4月からのももち浜S特報ライブはコメンテーター）
- 川上政行 You刊ふくおか（TVQ九州放送）2023年4月3日 - 2024年3月29日、メインキャスター。古巣TVQにおよそ20年振りにレギュラー復帰する。

#### ラジオ
- 川上政行のもっと日曜日（RKBラジオ）
- 川上政行 サタデーバイキング（2014年4月 - 2016年3月、RKBラジオ）
- 川上政行の朝からゴメンなさい!九州6局ネット（RKBラジオ）
- ピーター・川上政行 プラチナライフ（2016年10月 - 2018年3月、 KBCラジオほか）
- 川上政行 朝からしゃべりずき!→川上政行 今日もしゃべりずき!（2016年3月31日 - 2019年3月29日、2019年4月1日 - 2021年3月26日、KBCラジオ）
- ハザマデス（2020年10月5日 - 2021年3月26日、KBCラジオ）
- PAO〜N 2022年1月4日〜7日沢田の代理で出演。（2022年1月4日 - 1月7日、2022年1月10日 - 2023年3月27日）（KBCラジオ） - 月曜担当
- 川上政行の今日もゴメンなさい!→ 川上政行と葉山さつきのこんな二人でごめんなさい!（2018年10月7日 - 2019年9月29日・2019年10月6日 - 2023年12月31日 、RKBラジオ）